# 진옹생
진옹생(陳翁生, ? ~ ?)은 전한 후기의 유학자로, 양국 사람이다.

## 행적
임존의 밑에서 《상서》를 익혔고, 신도태부를 지냈다. 집안 대대로 학문을 전수하였다.
제자로 은숭·공승이 있었다.

## 출전
- 반고, 《한서》 권88 유림전